# 31 lipca
31 lipca jest 212. (w latach przestępnych 213.) dniem w kalendarzu gregoriańskim. Do końca roku pozostaje 153 dni.

## Święta
- Imieniny obchodzą: Adam, Alfonsa, Beat, Demokryt, Emilian, Ernesta, Fabia, Fabiusz, German, Helena, Iga, Ignacy, Jan, Justyn i Lubomir.
- Hawaje – Dzień Flagi
- Polska – Dzień Skarbowości
- Celtowie – wigilia Lughnasadh
- wspomnienia i święta w Kościele katolickim[1][2] obchodzą:
  - św. Ignacy Loyola (założyciel zakonu jezuitów)
  - św. Justyn de Jacobis (biskup diecezjalny)

## Wydarzenia w Polsce
- 1331 – II wojna polsko-krzyżacka: wojska krzyżackie zdobyły i spaliły Gniezno, oszczędzając jedynie katedrę i klasztory.
- 1431 – Podczas wojny Polski ze zbuntowanym wielkim księciem litewskim Świdrygiełłą doszło do potyczki pod Kobiałkami koło Łucka. Na stoczenie walnej bitwy z wojskami królewskimi Świdrygiełło się jednak nie zdecydował.
- 1514 – IV wojna litewsko-moskiewska: kapitulacja Smoleńska przed wojskami moskiewskimi.
- 1611 – Andrzej Bobola wstąpił do zakonu jezuitów. Po zakończeniu nowicjatu 31 lipca 1613 roku złożył śluby zakonne.
- 1649 – Powstanie Chmielnickiego: zwycięstwo wojsk litewskich nad Kozakami w bitwie pod Łojowem.
- 1666 – Zawarto ugodę w Łęgonicach kończącą rokosz Lubomirskiego.
- 1705 – III wojna północna: zwycięstwo wojsk szwedzkich w bitwie pod Warszawą.
- 1847 – We Lwowie zostali powieszeni organizatorzy antyaustriackiego powstania krakowskiego: Józef Kapuściński i Teofil Wiśniowski.
- 1853 – Podczas pilnej operacji nocnej w szpitalu miejskim we Lwowie po raz pierwszy zastosowano w praktyce skonstruowane przez Ignacego Łukasiewicza lampy naftowe.
- 1903 – Rozpoczęto budowę Gmachu Stowarzyszenia Techników w Warszawie.
- 1918 – Utworzono Archiwum Państwowe w Lublinie.
- 1919 – Sejm RP ratyfikował traktat wersalski.
- 1920 – Wojna polsko-bolszewicka: Armia Czerwona zajęła twierdzę Brześć nad Bugiem.
- 1922 – Powołano rząd Juliana Nowaka.
- 1924 – Sejm RP przyjął ustawę o szkolnictwie znaną jako „Lex Grabski”, która ograniczyła nauczanie w językach mniejszości narodowych.
- 1932 – W Gdyni po raz pierwszy obchodzono Święto Morza.
- 1934 – Stefan Starzyński został mianowany na komisarycznego prezydenta Warszawy.
- 1940 – W odwecie za śmierć niemieckiego żandarma została przeprowadzona akcja pacyfikacyjna w Olkuszu
- 1944 – Dowódca AK gen. Tadeusz Bór-Komorowski wydał rozkaz rozpoczęcia 1 sierpnia powstania warszawskiego.
- 1955 – W Warszawie rozpoczął się V Światowy Festiwal Młodzieży i Studentów.
- 1959:
  - Otwarto Most Gdański w Warszawie.
  - Ministerstwo Handlu Wewnętrznego wydało zarządzenie, zgodnie z którym poniedziałek stał się „dniem bezmięsnym”.
- 1981 – Gen. Czesław Kiszczak został ministrem spraw wewnętrznych.
- 1991 – Właściciele spółki Art-B, Bogusław Bagsik i Andrzej Gąsiorowski, uciekli do Izraela.
- 1993 – Założono Polski Związek Golfa.
- 2004 – Otwarto Muzeum Powstania Warszawskiego.
- 2016 – W Brzegach koło Krakowa papież Franciszek odprawił mszę kończącą 31. Światowe Dni Młodzieży.

## Wydarzenia na świecie

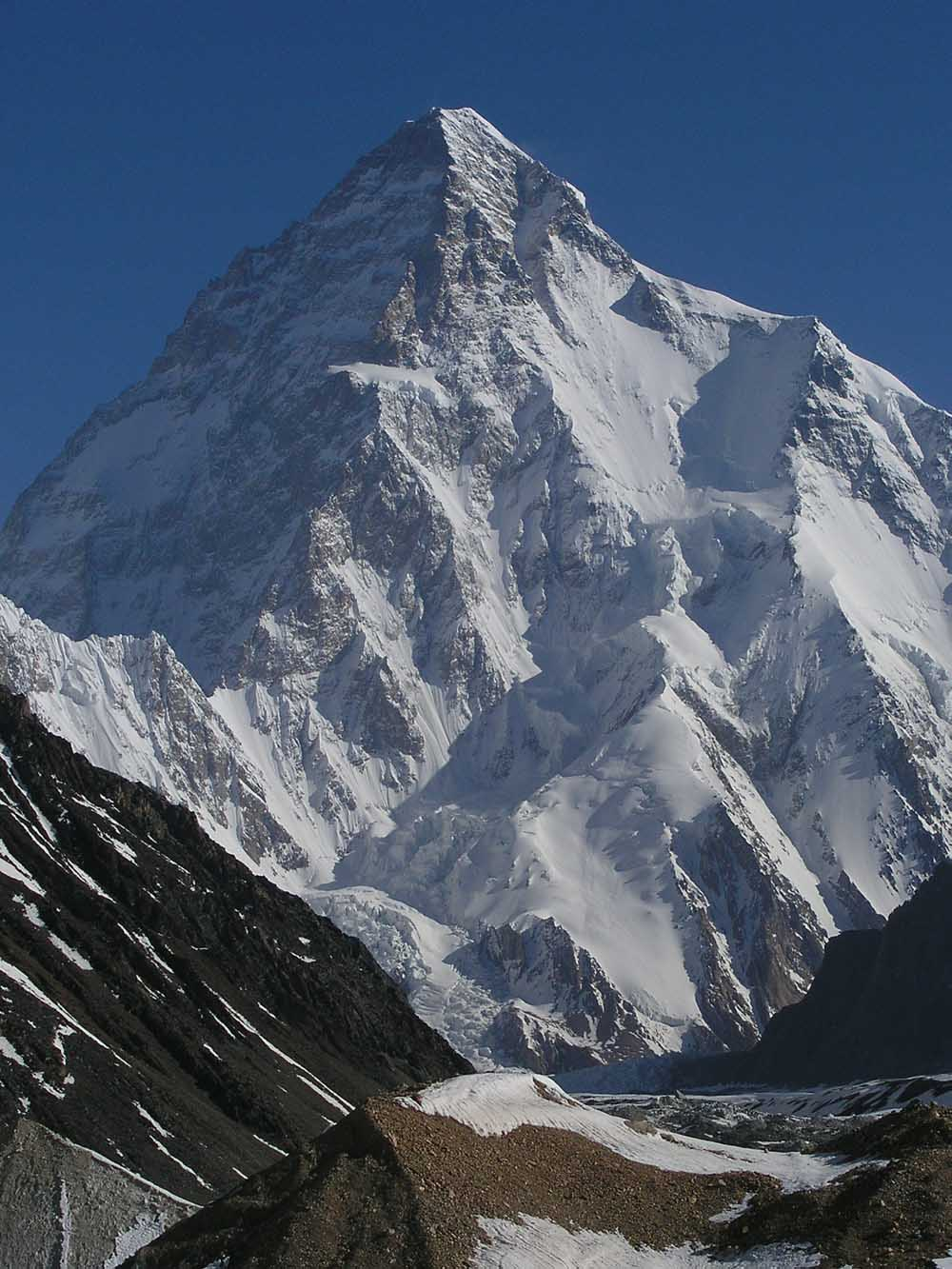
Szczyt K2 w Karakorum, zdobyty po raz pierwszy w 1954

- 432 – Sykstus III został wybrany na papieża.
- 768 – Kapelan rzymskiego klasztoru Filip został wybrany na papieża i tego samego dnia pozbawiony tronu.
- 904 – Saloniki zostały splądrowane przez Arabów.
- 1009 – Sergiusz IV został wybrany na papieża.
- 1201 – Uzurpator Jan Komnen Gruby ogłosił się w Konstantynopolu cesarzem bizantyńskim. Po fiasku spisku został stracony.
- 1415 – Udaremniono spisek na życie króla Anglii Henryka V Lancastera.
- 1423 – Wojna stuletnia: zwycięstwo wojsk angielskich nad francuskimi w bitwie pod Cravant.
- 1451 – Francuski kupiec i wpływowy finansista Jacques Cœur został aresztowany za korupcję i bicie fałszywych monet.
- 1498 – Krzysztof Kolumb zobaczył jako pierwszy Europejczyk wyspę Trynidad.
- 1588 – Wojna angielsko-hiszpańska: w trakcie starcia z okrętami angielskimi pod Plymouth, na należącym do hiszpańskiej Wielkiej Armady galeonie „San Salvador” doszło do wybuchu magazynu prochu, w wyniku czego zginęło 49 członków załogi. Następnego dnia porzucony okręt został przejęty przez Anglików.
- 1619 – Utworzono Konfederację czeską, obejmującą Czechy, Morawy, Śląsk oraz Górne i Dolne Łużyce.
- 1638 – Poświęcono bazylikę św. Piotra w Limie.
- 1658 – Aurangzeb został władcą Imperium Mogołów w Indiach.
- 1667 – Podpisano Traktat z Bredy kończący II wojnę angielsko-holenderską.
- 1689 – Wojna irlandzka: zwycięstwo protestantów nad jakobitami pod Newtonbutler.
- 1750 – Józef I Reformator został królem Portugalii.
- 1752 – Otwarto dla publiczności ogród zoologiczny w Wiedniu,
- 1760 – Wojna siedmioletnia: zwycięstwo wojsk brytyjsko-hanowersko-heskich nad francuskimi w bitwie pod Warburgiem.
- 1763 – Powstanie Pontiaka: zwycięstwo Indian nad Brytyjczykami w bitwie nad Bloody Run.
- 1790 – Przyszły król Danii i Norwegii Fryderyk VI ożenił się z Marią Zofią Hessen-Kassel.
- 1791 – Założono miasto Los Andes w środkowym Chile.
- 1815 – Fryderyk VI został koronowany na króla Danii.
- 1817 – Wojna o niepodległość Wenezueli: zwycięstwo powstańców nad Hiszpanami w bitwie na wzgórzach Matasiete.
- 1849 – Powstanie węgierskie: klęska wojsk węgierskich dowodzonych przez gen. Józefa Bema w bitwie pod Segesvárem z V korpusem armii rosyjskiej.
- 1856 – Christchurch na Wyspie Południowej uzyskało prawa miejskie jako pierwsza miejscowość na Nowej Zelandii.
- 1863 – Założono miasto Saladillo w Argentynie.
- 1872 – Niemiecki astronom Christian Peters odkrył planetoidy: (122) Gerda i (123) Brunhild.
- 1893 – Douglas Hyde założył w Dublinie Ligę Gaelicką, zajmującą się propagowaniem języka irlandzkiego.
- 1900 – José Manuel Marroquín został prezydentem Kolumbii.
- 1902 – 96 górników zginęło w wyniku eksplozji w kopalni węgla kamiennego koło Wollongong w australijskim stanie Nowa Południowa Walia.
- 1904 – Wojna rosyjsko-japońska: zwycięstwo wojsk japońskich w pod Ximucheng.
- 1909 – „Tragiczny Tydzień”: władze hiszpańskie stłumiły strajk generalny zorganizowany w Barcelonie przez anarchistów i socjalistów, w wyniku czego zginęło około 100 osób.
- 1912 – Założono holenderski klub piłkarski RBC Roosendaal.
- 1914:
  - I wojna światowa: Niemcy wystosowały ultimatum wobec Francji.
  - Sformowano Szwajcarskie Siły Powietrzne.
  - W Paryżu doszło do zamachu na przywódcę socjalistów Jeana Jaurèsa.
- 1919:
  - Parlament niemiecki uchwalił konstytucję Republiki Weimarskiej.
  - Wojna ukraińsko-radziecka: Armia Czynna Ukraińskiej Republiki Ludowej i Ukraińska Armia Halicka zajęły Kijów.
- 1924 – Rządy polski i radziecki podpisały w Moskwie ostateczny protokół w sprawie przebiegu wspólnej linii granicznej.
- 1926 – ZSRR i Afganistan podpisały pakt o nieagresji.
- 1928 – Podczas Igrzysk Olimpijskich w Amsterdamie Halina Konopacka zdobyła w konkursie rzutu dyskiem pierwszy w historii złoty medal olimpijski dla Polski.
- 1932:
  - NSDAP wygrała wybory do Reichstagu, uzyskując 37,7% głosów.
  - Podczas Igrzysk Olimpijskich w Los Angeles Janusz Kusociński zdobył złoty medal w biegu na 10 000 m (30:11,4).
- 1936 – W Norwegii otwarto Drogę Trolli.
- 1940 – 43 osoby zginęły w katastrofie kolejowej w Cuyahoga Falls w stanie Ohio.
- 1942 – Bitwa o Atlantyk: niemiecki niemiecki okręt podwodny U-213 został zatopiony na wschód od Azorów przez jednostki brytyjskie, w wyniku czego zginęła cała, 50-osobowa załoga.
- 1943:
  - Abdykował marionetkowy król Chorwacji Tomisław II (włoski książę Aimone di Savoia-Aosta).
  - Front zachodni: w niemieckim mieście Remscheid, w wyniku nalotu bombowego i wywołanej nim burzy ogniowej, zginęło ponad tysiąc osób, a około 6600 zostało rannych.
- 1944:
  - Francuski lotnik, prozaik i poeta Antoine de Saint-Exupéry zginął prawdopodobnie w wyniku zestrzelenia jego samolotu przez niemiecki myśliwiec nad Morzem Śródziemnym.
  - Na zachód od wysp Scilly został zatopiony przez Brytyjczyków niemiecki okręt podwodny U-333 wraz z całą załogą, liczącą 45 lub 46 osób.
  - Zakończyła się operacja „Cobra”, udana próba przerwania niemieckiej obrony przez 1. Armię USA w celu wydostania się z terenu Normandii.
- 1945:
  - 80–100 Niemców zostało zamordowanych w czeskim Uściu nad Łabą.
  - W Austrii został aresztowany Pierre Laval, ostatni premier francuskiego kolaboracyjnego rządu Vichy.
- 1948 – Otwarto Port lotniczy Nowy Jork.
- 1950:
  - W Kathmandu podpisano indyjsko-nepalski traktat o pokoju i przyjaźni.
  - Wojna koreańska: zwycięstwem wojsk północnokoreańskich nad południowokoreańskimi i amerykańskimi zakończyła się bitwa pod Sangju (20–31 lipca).
- 1954 – Włoska ekspedycja pod kierownictwem Ardito Desio po raz pierwszy w historii zdobyła szczyt K2 w paśmie Karakorum.
- 1956 – W Moskwie otwarto Stadion Łużniki.
- 1958:
  - Gen. Fuad Szihab został wybrany przez parlament na prezydenta Libanu.
  - Nikita Chruszczow przybył z wizytą do Pekinu.
- 1959 – Została założona baskijska separatystyczna organizacja ETA.
- 1960 – Na Cyprze odbyły się pierwsze wybory parlamentarne.
- 1961 – Irlandia zgłosiła wniosek o członkostwo w EWG.
- 1962 – Pierścieniowe zaćmienie słońca widoczne nad północną częścią Ameryki Południowej, Atlantykiem i środkową Afryką.
- 1969 – Paweł VI jako pierwszy papież przybył na kontynent afrykański, rozpoczynając wizytę w Ugandzie.
- 1970 – W brytyjskiej Royal Navy wprowadzono zakaz wydawania przydziałów grogu.
- 1972:
  - 9 osób zginęło, a 30 zostało rannych w eksplozji trzech samochodów-pułapek w Claudy w Irlandii Północnej.
  - Brytyjskie wojsko zlikwidowało samozwańczy, autonomiczny obszar Wolne Derry, utworzony w 1969 roku przez irlandzkich nacjonalistów w mieście Londonderry w Irlandii Północnej.
- 1973 – W katastrofie samolotu McDonnell Douglas DC-9 na lotnisku Logan w Bostonie zginęło 89 osób.
- 1976 – Podczas Igrzysk Olimpijskich w Montrealu polscy piłkarze przegrali w finale z NRD 1:3.
- 1978 – Ochrona irackiej ambasady w Paryżu otworzyła ogień do radiowozu przewożącego zatrzymanego palestyńskiego terrorystę z ugrupowania Fatah, który wcześniej zaatakował budynek ambasady. W strzelaninie zginęli francuski policjant i Irakijczyk.
- 1981:
  - Nad środkową Azją, Japonią i Pacyfikiem widoczne było całkowite zaćmienie Słońca.
  - W katastrofie lotniczej zginął prezydent Panamy Omar Torrijos Herrera.
- 1987:
  - 27 osób zginęło w wyniku przejścia tornada w kanadyjskim Edmonton.
  - Irańscy pielgrzymi demonstrujący przeciw USA wywołali w Mekce zamieszki i starcia z policją, w których zginęły 402 osoby (w tym 275 Irańczyków), a 649 zostało rannych.
- 1988:
  - Król Jordanii Husajn ibn Talal zrzekł się formalnie na rzecz Palestyńczyków praw do zajętego przez Izrael Zachodniego Brzegu Jordanu.
  - W indyjskim Kaszmirze wybuchło separatystyczne powstanie muzułmańskie.
- 1991:
  - 7 litewskich celników zginęło w ataku żołnierzy OMON-u na posterunek w Miednikach na granicy z Białorusią.
  - Prezydenci George H.W. Bush i Michaił Gorbaczow podpisali w Moskwie układ rozbrojeniowy START I.
- 1992:
  - Gruzja została przyjęta do ONZ.
  - Katastrofy samolotów pasażerskich: w chińskim Nankinie rozbił się Jak-42 (108 ofiar), a pod Katmandu w Nepalu tajlandzki Airbus A310 (113 ofiar).
- 1994 – Ukrainiec Serhij Bubka ustanowił we włoskim Sestriere rekord świata na otwartym stadionie w skoku o tyczce (6,14 m), który obowiązywał do 17 września 2020 roku.
- 2000:
  - Mosze Kacaw został wybrany przez Kneset na urząd prezydenta Izraela.
  - Na granicy między Etiopią i Erytreą rozpoczęła się misja pokojowa UNMEE.
  - Oblatano motoszybowiec wysokowyczynowy Eta, jedną z najlepszych na świecie konstrukcji tego typu.
- 2002 – W wyniku wybuchu bomby w restauracji Uniwersytetu Hebrajskiego w Jerozolimie zginęło 5 osób, a 85 zostało rannych.
- 2006 – Fidel Castro przekazał tymczasowo władzę na Kubie swemu bratu Raúlowi.
- 2008:
  - Badania próbek pobranych przez amerykański lądownik Phoenix potwierdziły obecność wody w marsjańskiej glebie.
  - Włoski parlament ratyfikował Traktat lizboński.
- 2011:
  - Początek największej od 50 lat powodzi w Tajlandii.
  - Wojna domowa w Syrii: ponad 100 osób zginęło w masakrze w mieście Hama dokonanej przez wojska rządowe.
- 2014 – 30 osób zginęło, a 309 zostało rannych w serii eksplozji gazu w tajwańskim mieście Kaohsiung.
- 2015 – Na sesji MKOl w Kuala Lumpur wybrano Pekin na organizatora XXIV Zimowych Igrzysk Olimpijskich w 2022 roku.
- 2016 – 11 osób zginęło w katastrofie samolotu transportowego CASA CN-235M Kolumbijskich Sił Powietrznych w mieście Agustín Codazzi przy granicy z Wenezuelą.
- 2022 – W Kabulu zginął w wyniku amerykańskiego ataku rakietowego szef Al-Ka’idy Ajman az-Zawahiri.

## Eksploracja kosmosu
- 1964 – Sonda Ranger 7 rozbiła się planowo o powierzchnię Księżyca, przesyłając wcześniej 4308 zdjęć.
- 1969 – Amerykańska sonda Mariner 6 przeleciała obok Marsa.
- 1971 – W ramach misji Apollo 15 David Scott i James Irwin odbyli pierwszy z trzech spacerów po powierzchni Księżyca, wykorzystując po raz pierwszy pojazd kołowy LRV.
- 1976 – Opublikowano w prasie wykonane przez sondę Viking 1 zdjęcia tzw. Marsjańskiej Twarzy.
- 1999 – Amerykański sztuczny satelita Księżyca Lunar Prospector rozbił się o jego powierzchnię.

## Urodzili się
- 1143 – Nijō, cesarz Japonii (zm. 1165)
- 1396 – Filip III Dobry, książę Burgundii (zm. 1467)
- 1443 – Albrecht Odważny, książę saski, namiestnik Niderlandów i Fryzji (zm. 1500)
- 1526 – August Wettyn, elektor Saksonii (zm. 1586)
- 1527 – Maksymilian II Habsburg, cesarz rzymsko-niemiecki, król Czech i Węgier (zm. 1576)
- 1546 – Hannibal Franciszek Gonzaga, włoski duchowny katolicki, biskup Mantui, generał zakonu franciszkanów, Sługa Boży (zm. 1620)
- 1598:
  - Alessandro Algardi, włoski rzeźbiarz, architekt (zm. 1654)
  - Agatanioł z Vendôme, francuski kapucyn, misjonarz, męczennik, błogosławiony (zm. 1638)
- 1682 – Ignazio Visconti, włoski jezuita, generał zakonu (zm. 1755)
- 1686:
  - (lub 1 sierpnia) Benedetto Marcello, włoski kompozytor (zm. 1739)
  - Karol, książę de Berry (zm. 1714)
- 1691 – Bartolomé Rull, hiszpański duchowny katolicki, biskup Malty (zm. 1769)
- 1704 – Gabriel Cramer, szwajcarski matematyk, fizyk, wykładowca akademicki (zm. 1752)
- 1718:
  - John Canton, brytyjski fizyk, pedagog (zm. 1772)
  - Inácio de São Caetano, portugalski duchowny katolicki, biskup, inkwizytor (zm. 1788)
- 1720 – Emmanuel de Vignerot du Plessis, francuski dowódca wojskowy, polityk (zm. 1782)
- 1727 – Benigno Bossi, włoski malarz, rytownik, sztukator (zm. 1792)
- 1737 – Augusta Fryderyka, księżniczka Wielkiej Brytanii i Irlandii oraz Hanoweru, Brunszwiku-Lüneburga, księżna Brunszwiku-Wolfenbüttel (zm. 1813)
- 1754 – Bon Adrien Jeannot de Moncey, francuski generał, marszałek Francji (zm. 1842)
- 1758 – Ignacy Chambrez, czeski malarz, rysownik, architekt (zm. 1835)
- 1773 – Ignacy Blumer, polski generał brygady (zm. 1830)
- 1777 – Henryk Ignacy Kamieński, polski generał brygady, uczestnik powstania listopadowego (zm. 1831)
- 1783 – Ignacy Iwicki, polski jezuita, wykładowca akademicki (zm. 1823)
- 1795 – Giacomo Piccolomini, włoski kardynał (zm. 1861)
- 1796:
  - Jean-Gaspard Deburau, francuski mim pochodzenia czeskiego (zm. 1846)
  - Maria Eufrazja Pelletier, francuska zakonnica, święta (zm. 1868)
- 1800 – Friedrich Wöhler, niemiecki chemik, wykładowca akademicki (zm. 1882)
- 1801 – Teresa Eustochio Verzeri, włoska zakonnica, święta (zm. 1852)
- 1802:
  - Ignacy Domeyko, polski geolog, mineralog, inżynier górnictwa, meteorolog, badacz Ameryki Południowej (zm. 1889)
  - Adolf Theodor Haase, austriacki pastor, polityk (zm. 1870)
- 1803 – John Ericsson, szwedzki inżynier, wynalazca (zm. 1889)
- 1806 – Dumanoir, francuski dramaturg, librecista (zm. 1865)
- 1810 – Julian Fontana, polski pianista, kompozytor pochodzenia włoskiego (zm. 1869)
- 1812 – Amalia de Beauharnais, cesarzowa brazylijska (zm. 1873)
- 1815 – Joseph Bender, niemiecki historyk, pedagog (zm. 1893)
- 1816:
  - Maria Teresa Habsburg, królowa Obojga Sycylii (zm. 1867)
  - George Thomas, amerykański generał (zm. 1870)
- 1818 – Heinrich Kiepert, niemiecki geograf, kartograf (zm. 1899)
- 1825 – August Beer, niemiecki fizyk, matematyk, chemik (zm. 1863)
- 1828 – François Auguste Gevaert, belgijski kompozytor, teoretyk muzyki, muzykolog (zm. 1908)
- 1831 – Botho zu Eulenburg, pruski polityk, premier Prus (zm. 1911)
- 1833 – Henriette Mendel, niemiecka arystokratka, aktorka (zm. 1891)
- 1835 – Henri Brisson, francuski polityk, premier Francji (zm. 1912)
- 1837 – William Quantrill, amerykański kapitan konfederacki (zm. 1865)
- 1841 – Władysław Ignacy Wisłocki, polski archiwista, bibliotekarz, bibliograf, historyk literatury, wykładowca akademicki (zm. 1900)
- 1843 – Peter Rosegger, austriacki pisarz (zm. 1918)
- 1844:
  - Karol August, książę Saksonii-Weimar-Eisenach (zm. 1894)
  - Léon Augustin Lhermitte, francuski malarz (zm. 1925)
- 1847 – Ignacio Cervantes, kubański kompozytor, pianista (zm. 1905)
- 1848 – Robert Planquette, francuski kompozytor (zm. 1903)
- 1850 – Herbert Chermside, brytyjski generał, polityk (zm. 1929)
- 1852 – Robert Hilgendorf, niemiecki kapitan żaglowców frachtowych, meteorolog (zm. 1937)
- 1853 – Wilhelm Uhthoff, niemiecki okulista (zm. 1927)
- 1854:
  - Arthur Barclay, liberyjski polityk, prezydent Liberii (zm. 1938)
  - José Canalejas, hiszpański polityk, premier Hiszpanii (zm. 1912)
- 1855:
  - Adolf Josef Gerstmann, niemiecki pisarz, krytyk teatralny, teatrolog, tłumacz (zm. 1921)
  - Piotr Maszyński, polski kompozytor, dyrygent, pedagog, tłumacz (zm. 1934)
- 1856:
  - Karol Malsburg, polski zootechnik, agronom (zm. 1942)
  - Bertilda Samper Acosta, kolumbijska klaryska, poetka (zm. 1910)
- 1857 – Ernest Chuard, szwajcarski polityk, wiceprezydent i prezydent Szwajcarii (zm. 1942)
- 1860 – Anton Eiselsberg, austriacki chirurg (zm. 1939)
- 1862:
  - Ignacy Baliński, polski pisarz, publicysta (zm. 1951)
  - Michał (Jermakow), rosyjski biskup prawosławny (zm. 1929)
  - Alan Rotherham, angielski rugbysta (zm. 1898)
- 1868 – Adolf Tortilowicz von Batocki-Friebe, niemiecki prawnik, politolog, polityk pochodzenia litewskiego (zm. 1944)
- 1869 – Aniela Szycówna, polska pedagog, psycholog, publicystka (zm. 1921)
- 1870 – Emil Rauer, polski przemysłowiec, działacz niepodległościowy i społeczny (zm. 1943)
- 1872 – Tadeusz Gołogórski, polski inżynier rolnictwa (zm. 1928)
- 1873:
  - Augusto Gil, portugalski prawnik, poeta (zm. 1929)
  - Vojtěch Preissig, czeski malarz, grafik, ilustrator (zm. 1944)
- 1874 – Richard Schipke, niemiecki rzeźbiarz (zm. 1932)
- 1875:
  - Edvin Hagberg, szwedzki żeglarz sportowy (zm. 1947)
  - Żeko Radew, bułgarski geograf (zm. 1934)
  - Jacques Villon, francuski malarz grafik, ilustrator (zm. 1963)
  - Kunio Yanagita, japoński etnolog, badacz folkloru (zm. 1962)
- 1877:
  - Auguste Daumain, francuski kolarz torowy i szosowy (zm. ?)
  - Georges Johin, francuski krokiecista (zm. 1955)
- 1878 – Robert Bodley, południowoafrykański strzelec sportowy (zm. 1956)
- 1880:
  - Premczand, indyjski pisarz, tłumacz (zm. 1936)
  - Zygmunt Żuławski, polski działacz socjalistyczny i związkowy, polityk, poseł na Sejm RP (zm. 1949)
- 1881 – Olga Segler, niemiecka ofiara muru berlińskiego (zm. 1961)
- 1883:
  - Erich Heckel, niemiecki malarz, grafik (zm. 1970)
  - Fred Quimby, amerykański producent filmowy (zm. 1965)
- 1884 – Carl Friedrich Goerdeler, niemiecki prawnik, polityk (zm. 1945)
- 1886:
  - Larry Doyle, amerykański baseballista (zm. 1974)
  - Brunon Kowalski, polski architekt, przedsiębiorca (zm. 1935)
  - Constant Permeke, belgijski malarz, rzeźbiarz (zm. 1952)
  - Roman Pollak, polski historyk literatury (zm. 1972)
  - Tadeusz Topór-Wąsowski, polski major piechoty (zm. 1946)
  - Roman Żurowski, polski ziemianin, przedsiębiorca, inżynier, architekt, kolekcjoner (zm. 1943)
- 1887:
  - Giuseppe Domenichelli, włoski gimnastyk (zm. 1955)
  - Hans Freyer, niemiecki socjolog, filozof (zm. 1969)
  - Herminia Martínez Amigó, hiszpańska działaczka Akcji Katolickiej, męczennica, błogosławiona (zm. 1936)
  - Ignacy Martynowicz, polski działacz komunistyczny, socjalistyczny i związkowy (zm. 1966)
  - Mitsuru Ushijima, japoński generał (zm. 1945)
- 1888 – Stefania Łobaczewska, polska muzykolog (zm. 1963)
- 1890 – Karl Odebrett, niemiecki pilot wojskowy, as myśliwski (zm. 1930)
- 1891:
  - Adam Koc, polski pułkownik, dziennikarz, polityk, poseł na Sejm, senator RP, minister skarbu oraz przemysłu i handlu (zm. 1969)
  - Stefan Plater-Zyberk, polski hrabia, fotograf, malarz (zm. 1943)
- 1892 – Joseph Charbonneau, kanadyjski duchowny katolicki, arcybiskup Montrealu (zm. 1959)
- 1893:
  - Antoni Pająk, polski polityk, premier RP na uchodźstwie (zm. 1965)
  - Ignacy Skorupka, polski duchowny katolicki, kapelan WP (zm. 1920)
  - Ragnar Vik, norweski żeglarz sportowy (zm. 1941)
- 1894:
  - Anna Kleczkowska, polska uczestniczka walk o Lwów 1918–1919, żołnierz Ochotniczej Legii Kobiet (zm. 1983)
  - Ludwik Turulski, polski pułkownik saperów (zm. 1952)
- 1895:
  - André Derrien, francuski żeglarz sportowy (zm. 1994)
  - Alfons Maniura, polski ogniomistrz, powstaniec śląski (zm. 1942)
- 1896:
  - Helena Budzyńska, polska działaczka komunistyczna (zm. 1937)
  - Andreas Stadler, austriacki sztangista (zm. 1941)
  - Zygmunt Szatkowski, polski major dyplomowany piechoty, literat (zm. 1976)
- 1897:
  - Roman Lutman, polski prawnik, historyk, dziennikarz (zm. 1973)
  - Józef Pater, polski malarz, polityk (zm. 1942)
  - Hermann Senkowsky, niemiecki polityk nazistowski (zm. 1965)
- 1898 – Adam Niedenthal, polski żołnierz, kawaler Orderu Virtuti Militari (zm. 1944)
- 1901:
  - Jean Dubuffet, francuski malarz, rzeźbiarz (zm. 1985)
  - Rudolf Slánský, czechosłowacki polityk komunistyczny pochodzenia żydowskiego (zm. 1952)
- 1902:
  - David Garfinkiel, polski malarz, fotograf pochodzenia żydowskiego (zm. 1970)
  - Edwin Geist, niemiecko-litewski dziennikarz, kompozytor, dyrygent pochodzenia żydowskiego (zm. 1942)
- 1903:
  - Emil Hirschfeld, niemiecki lekkoatleta, kulomiot (zm. 1968)
  - Jerzy Langman, polski duchowny katolicki, historyk sztuki, bibliofil, wykładowca akademicki (zm. 1982)
  - Jan Ignacy Wodyński, polski malarz, pedagog (zm. 1988)
- 1904:
  - John Carberry, amerykański duchowny katolicki, arcybiskup St. Louis, kardynał (zm. 1998)
  - Eugeniusz Czechowicz, polski ekonomista, polityk, poseł na Sejm Ustawodawczy (zm. 1964)
- 1905 – Ernest Pischinger, polski inżynier-chemik, wykładowca akademicki, polityk, poseł na Sejm PRL pochodzenia austriackiego (zm. 1980)
- 1906 – Wiera Mariecka, rosyjska aktorka (zm. 1978)
- 1907:
  - Andrzej Jellonek, polski fizyk, radiotechnik (zm. 1998)
  - Yoshie Shiratori, japoński przestępca (zm. 1979)
  - Karol Żmij, polski duchowny i teolog katolicki  (zm. 1940)
- 1908 – Henryk Dembiński, polski działacz komunistyczny, socjalistyczny i społeczny, publicysta (zm. 1941)
- 1909:
  - John Berger, szwedzki biegacz narciarski (zm. 2002)
  - Olivér Halassy, węgierski piłkarz wodny, pływak (zm. 1946)
  - Erik von Kuehnelt-Leddihn, austriacki myśliciel, pisarz i dziennikarz katolicki (zm. 1999)
- 1910:
  - Jerzy Bossak, polski reżyser filmów dokumentalnych, pedagog (zm. 1989)
  - Leon Liebgold, polski aktor pochodzenia żydowskiego (zm. 1993)
- 1911:
  - George Liberace, amerykański muzyk (zm. 1983)
  - Zygmunt Łanowski, polski tłumacz literatury szwedzkojęzycznej (zm. 1989)
  - Zygmunt Szkocny, polski twórca miniaturowych książek (zm. 2003)
- 1912 – Milton Friedman, amerykański ekonomista, laureat Nagrody Banku Szwecji im. Alfreda Nobla w dziedzinie ekonomii (zm. 2006)
- 1913 – Wiktor Pełka, polski pilot wojskowy, cywilny i sportowy (zm. 1996)
- 1914:
  - Raymond Aubrac, francuski pilot wojskowy, działacz ruchu oporu (zm. 2012)
  - Mario Bava, włoski reżyser filmowy (zm. 1980)
  - Louis de Funès, francuski aktor komediowy, scenarzysta, reżyser pochodzenia hiszpańskiego (zm. 1983)
  - Ignacy Jeż, polski duchowny katolicki, biskup koszalińsko-kołobrzeski, kardynał (zm. 2007)
  - Włodzimierz Kwaskowski, polski aktor (zm. 1990)
- 1915 – Józef Małczuk, polski żołnierz AK i WiN (zm. 1950)
- 1916
  - Stefan Arczyński, polski fotograf (zm. 2022)
  - Ignacio Trelles, meksykański piłkarz, trener (zm. 2020)
- 1917 – HB Jassin, indonezyjski pisarz, krytyk literacki (zm. 2000)
- 1918:
  - Paul Boyer, amerykański chemik, laureat Nagrody Nobla (zm. 2018)
  - Sixten Larsson, szwedzki lekkoatleta, płotkarz (zm. 1995)
- 1919:
  - Maurice Boitel, francuski malarz (zm. 2007)
  - Tadeusz Cieśla, polski żołnierz (zm. 1952)
  - Primo Levi, włoski pisarz, chemik pochodzenia żydowskiego (zm. 1987)
- 1920:
  - Gerrit Peters, holenderski kolarz torowy i szosowy (zm. 2005)
  - Igor Sikirycki, polski pisarz, tłumacz (zm. 1985)
  - Peter Thomas, brytyjski polityk (zm. 2008)
  - Jiří Vršťala, czeski aktor (zm. 1999)
- 1921:
  - Peter Benenson, brytyjski prawnik, założyciel Amnesty International (zm. 2005)
  - Luis Ernesto Castro, urugwajski piłkarz (zm. 2002)
- 1922:
  - Lorenzo Antonetti, włoski kardynał (zm. 2013)
  - Sean Fallon, irlandzki piłkarz, trener (zm. 2013)
- 1923:
  - Ahmet Ertegün, amerykański producent muzyczny pochodzenia tureckiego (zm. 2006)
  - Stephanie Kwolek, amerykańska chemik, wynalazczyni pochodzenia polskiego (zm. 2014)
  - Wacław Wilczyński, polski ekonomista, wykładowca akademicki (zm. 2008)
- 1924:
  - Mary Holt, brytyjska polityk (zm. 2021)
  - Zbigniew Jańczuk, polski stomatolog, wykładowca akademicki (zm. 2016)
  - Richard Kelly, amerykański polityk (zm. 2005)
  - Danuta Kwiatkowska, polska aktorka (zm. 2015)
  - Jerzy Nikiel, polski piłkarz, trener (zm. 1999)
- 1925:
  - Ignace Heinrich, francuski lekkoatleta, wieloboista (zm. 2003)
  - Alfred Majerowicz, polski geolog, wykładowca akademicki (zm. 2018)
  - Samsuri, indonezyjski językoznawca, wykładowca akademicki (zm. 2009)
- 1926:
  - Bernard Nathanson, amerykański lekarz, profesor nauk medycznych, działacz ruchów pro-life (zm. 2011)
  - Hilary Putnam, amerykański filozof, wykładowca akademicki (zm. 2016)
  - Zbigniew Załuski, polski pułkownik, prozaik, eseista, scenarzysta filmowy, polityk, poseł na Sejm PRL  (zm. 1978)
- 1927:
  - Peter Nichols, brytyjski dramaturg (zm. 2019)
  - Ștefan Niculescu, rumuński kompozytor, pedagog (zm. 2008)
- 1928 – Czesław Przewoźnik, polski geodeta, działacz partyjny i państwowy (zm. 2007)
- 1929:
  - Lynne Reid Banks, brytyjski pisarz (zm. 2024)
  - Henryk Jankowski, polski filozof, etyk, wykładowca akademicki (zm. 2004)
  - Don Murray, amerykański aktor (zm. 2024)
  - Jerzy Olczak, polski archeolog, wykładowca akademicki (zm. 2007)
  - José Santamaría, urugwajsko-hiszpański piłkarz, trener
  - Feliks Tych, polski historyk, publicysta pochodzenia żydowskiego (zm. 2015)
- 1930:
  - Oleg Popow, rosyjski artysta cyrkowy (zm. 2016)
  - André Vallée, kanadyjski duchowny katolicki, biskup Hearst (zm. 2015)
- 1931:
  - Nick Bollettieri, amerykański trener tenisowy, działacz sportowy (zm. 2022)
  - Kenny Burrell, amerykański gitarzysta jazzowy
  - James Keleher, amerykański duchowny katolicki, biskup Belleville, arcybiskup metropolita Kansas City (zm. 2024)
  - Ivan Rebroff, niemiecki śpiewak operowy (bas) (zm. 2008)
  - Stanisław Tkocz, polski duchowny katolicki, infułat, dziennikarz  (zm. 2003)
- 1932:
  - Ted Cassidy, amerykański aktor (zm. 1979)
  - Pelle Petterson, szwedzki żeglarz, projektant jachtów
  - Kristaq Rama, albański rzeźbiarz, polityk (zm. 1998)
  - John Searle, amerykański filozof, językoznawca, wykładowca akademicki
  - Kaye Stevens, amerykańska aktorka, piosenkarka (zm. 2011)
- 1933:
  - Lars Lennart Forsberg, szwedzki reżyser filmowy (zm. 2012)
  - Cees Nooteboom, holenderski pisarz
- 1934:
  - Kazimierz Gabryel, polski duchowny i teolog katolicki, wykładowca akademicki (zm. 2004)
  - Rimma Gawriłowa, radziecka polityk (zm. 2008)
  - Włodzimierz Pająkowski, polski historyk, wykładowca akademicki (zm. 1992)
- 1935:
  - Antonio Ceballos Atienza, hiszpański duchowny katolicki, biskup Ciudad Rodrigo i Kadyksu i Ceuty (zm. 2022)
  - Fritz Honka, niemiecki seryjny morderca (zm. 1998)
- 1936:
  - Boniface Alexandre, haitański prawnik, polityk, tymczasowy prezydent Haiti (zm. 2023)
  - Jorge Sanjinés, boliwijski reżyser i scenarzysta filmowy
- 1937:
  - Isabelle Daniels, amerykańska lekkoatletka, sprinterka
  - Olof Johansson, szwedzki polityk
  - Edyta Piecha, rosyjska piosenkarka pochodzenia polskiego
  - Manfred Walter, niemiecki piłkarz, trener
- 1938:
  - Ignacio Jáuregui, meksykański piłkarz, trener
  - Leon Zdanowicz, polski prozaik, poeta animator kultury (zm. 2009)
- 1939:
  - Angela Billingham, brytyjska polityk
  - Susan Flannery, amerykańska aktorka
  - France Nuyen, francuska aktorka, modelka
  - Joanna Sobolewska-Pyz, polska działaczka społeczna pochodzenia żydowskiego
  - John Tong Hon, chiński duchowny katolicki, biskup Hongkongu, kardynał
  - Ignacio Zoco, hiszpański piłkarz (zm. 2015)
- 1940:
  - Fleur Jaeggy, szwajcarska pisarka
  - Stanley R. Jaffe, amerykański reżyser i producent filmowy (zm. 2025)
- 1941:
  - Jacek Ambroziak, polski prawnik, polityk, poseł na Sejm RP, minister
  - Edílson, brazylijski piłkarz (zm. 2024)
  - Matthew F. Leonetti, amerykański reżyser filmowy i telewizyjny, fotograf pochodzenia włoskiego
  - Edward Szklarczyk, polski lekkoatleta, długodystansowiec (zm. 2013)
- 1942:
  - Daniel Boone, brytyjski piosenkarz, muzyk
  - James Douglas-Hamilton, brytyjski arystokrata, polityk
  - Modibo Keïta, malijski polityk, minister spraw zagranicznych, premier Mali (zm. 2021)
  - Paweł Łączkowski, polski prawnik, polityk, poseł na Sejm RP, wicepremier
  - Sławomir Nowakowski, polski polityk, poseł na Sejm RP
- 1943:
  - Lobo, amerykański piosenkarz
  - Paquita Sauquillo, hiszpańska prawnik, polityk
- 1944:
  - Geraldine Chaplin, amerykańska aktorka
  - Zbigniew Gorzelańczyk, polski polityk, poseł na Sejm RP (zm. 1996)
  - Sherry Lansing, amerykańska producentka filmowa, aktorka
- 1945:
  - Roger C. Field, brytyjski projektant przemysłowy, wynalazca, gitarzysta
  - Finn Laudrup, duński piłkarz
- 1946:
  - Allan Clarke, angielski piłkarz
  - Bob Welch, amerykański muzyk, członek zespołu Fleetwood Mac
- 1947:
  - Halina Danczowska, polska bibliotekarka, regionalistka i autorka książek (zm. 2020)
  - Richard Griffiths, brytyjski aktor (zm. 2013)
  - Hubert Védrine, francuski historyk, polityk
  - Aleksander Wierietielny, polski trener narciarski pochodzenia białoruskiego
  - Joe Wilson, amerykański polityk, kongresman
- 1948:
  - Wełko Kynew, bułgarski aktor (zm. 2011)
  - Wolfgang Plottke, niemiecki wioślarz (zm. 2024)
  - Marek Rezler, polski historyk
- 1949:
  - Valeriu Muravschi, mołdawski ekonomista, polityk, minister finansów, premier Mołdawii (zm. 2020)
  - Bolek Polívka, czeski aktor, mim, scenarzysta
  - Romuald Siemionow, polski strzelec sportowy, trener (zm. 2008)
  - Rafael Zornoza Boy, hiszpański duchowny katolicki, biskup Kadyksu i Ceuty
- 1950:
  - Ignacy Pardyka, polski elektronik, informatyk, polityk, wojewoda kielecki (zm. 2019)
  - Jarosław Pilarski, polski aktor, lektor
  - Ralf Reichenbach, niemiecki lekkoatleta, kulomiot (zm. 1998)
- 1951:
  - Evonne Goolagong, australijska tenisistka
  - Andrzej Sławiński, polski ekonomista
- 1952:
  - Verena Becker, niemiecka terrorystka
  - Jerzy Mamcarz, polski pieśniarz, poeta, kompozytor, autor piosenek, gitarzysta, satyryk (zm. 2023)
  - Galina Stanczewa, bułgarska siatkarka
  - Mirosław Wójciuk, polski aktor, śpiewak operetkowy
- 1953:
  - James Read, amerykański aktor
  - Jonas Šimėnas, litewski geolog, polityk (zm. 2023)
  - Jerzy Zoń, polski aktor, reżyser teatralny
- 1954:
  - Miguel Amaral, portugalski przedsiębiorca, kierowca wyścigowy
  - Flo Hyman, amerykańska siatkarka (zm. 1986)
  - José Roberto Guimarães, brazylijski siatkarz, trener
  - Leonel Marshall, kubański siatkarz
  - Joanicjusz Nazarko, polski profesor nauk technicznych
  - Krzysztof Olkowicz, polski funkcjonariusz Służby Więziennej, radca prawny, urzędnik państwowy
  - Chandra Das Rai, indyjski polityk
- 1955:
  - Lars Bastrup, duński piłkarz
  - Mykoła Fedorenko, ukraiński piłkarz, trener
  - Roman Zakrzewski, polski malarz (zm. 2014)
- 1956:
  - Michael Biehn, amerykański aktor
  - Jānis Birks, łotewski lekarz, polityk, burmistrz Rygi
  - Stanisław Chiliński, polski zapaśnik (zm. 2024)
  - Tadeusz Czajka, polski samorządowiec, wójt Tarnowa Podgórnego
  - Ernie Dingo, australijski aktor, prezenter telewizyjny
  - Włodzimierz Potasiński, polski generał dywizji, dowódca Wojsk Specjalnych (zm. 2010)
  - Bogumił Szreder, polski polityk, poseł na Sejm RP (zm. 2003)
  - Laura Zapata, meksykańska aktorka
- 1957:
  - Franciszek Borkowski, polski szachista
  - Irina Nazarowa, rosyjska lekkoatletka, sprinterka
- 1958:
  - Bill Berry, amerykański perkusista, członek zespołu R.E.M.
  - Mark Cuban, amerykański miliarder
  - Ignatius Kaigama, nigeryjski duchowny katolicki, arcybiskup metropolita Dżos
  - Andrzej Kostrzewa, polski szablista, trener
  - Małgorzata Ostrowska, polska politolog, polityk, poseł na Sejm RP (zm. 2024)
- 1959:
  - Wilmar Cabrera, urugwajski piłkarz
  - Andrew Marr, brytyjski dziennikarz, prezenter telewizyjny, pisarz, autor filmów dokumentalnych
  - Zbigniew Płatek, polski kolarz szosowy
- 1960:
  - Nigel Davies, brytyjski szachista, trener
  - Pablo Larios, meksykański piłkarz, bramkarz pochodzenia hiszpańsko-japońskiego (zm. 2019)
  - Dariusz Siatkowski, polski aktor (zm. 2008)
  - Ismet Štilić, bośniacki piłkarz, trener
  - Luca Ward, włoski aktor
- 1961:
  - Paul Duchesnay, kanadyjsko-francuski łyżwiarz figurowy
  - Stanisław Jurcewicz, polski inżynier, samorządowiec, polityk, senator RP
  - Longin (Korczagin), rosyjski biskup prawosławny
  - Agneta Mårtensson, szwedzka pływaczka
  - Awerof Neofitu, cypryjski ekonomista, polityk
- 1962:
  - Agnieszka Brustman, polska szachistka
  - Luis Alberto Castiglioni Soria, paragwajski polityk, wiceprezydent Paragwaju
  - Jorge Alberto Cavazos Arizpe, meksykański duchowny katolicki, biskup San Juan de los Lagos
  - Zdzisław Czarnecki, polski dyrygent
  - Mosze Feiglin, izraelski polityk
  - Wesley Snipes, amerykański aktor, producent filmowy
- 1963:
  - Chad Brock, amerykański muzyk country, dziennikarz radiowy
  - Fatboy Slim, brytyjski muzyk, didżej, producent muzyczny, kompozytor
  - Marian Janecki, polski samorządowiec, prezydent Jastrzębia-Zdroju
  - Tomasz Ryłko, polski dziennikarz i wydawca muzyczny
- 1964:
  - Wendell Alexis, amerykański koszykarz
  - Jay Bontatibus, amerykański aktor (zm. 2017)
  - C.C. Catch, holendersko-niemiecka piosenkarka
  - Jim Corr, irlandzki muzyk, członek zespołu The Corrs
  - Piotr Tomaszewski, polski żużlowiec
  - Jean-Paul Vonderburg, szwedzki piłkarz
- 1965:
  - Scott Brooks, amerykański koszykarz
  - Ioan Cosma, rumuński szachista
  - Paolo Curtaz, włoski teolog katolicki, pisarz
  - Mirosława El Fray, polska inżynier materiałowa, wykładowczyni akademicka
  - Magnus Henrique Lopes, brazylijski duchowny katolicki, biskup Salgueiro
  - Sándor Major, węgierski zapaśnik
  - Ian Roberts, australijski rugbysta, aktor
  - J.K. Rowling, brytyjska pisarka
  - Kazimierz Sowa, polski duchowny katolicki, dziennikarz, publicysta
- 1966:
  - Dean Cain, amerykański aktor, producent, scenarzysta i reżyser telewizyjny i filmowy
  - Iwan Conow, bułgarski zapaśnik
  - Valdas Ivanauskas, litewski piłkarz, trener
  - Kevin Martin, kanadyjski curler
  - Jarosław Mianowski, polski muzykolog (zm. 2009)
- 1967:
  - Tadeusz Bartoś, polski filozof, teolog, publicysta
  - Doug Gjertsen, amerykański pływak
  - Rodney Harvey, amerykański aktor (zm. 1998)
  - Joel Isasi, kubański lekkoatleta, sprinter
  - Tony Massenburg, amerykański koszykarz
  - Peter Rono, kenijski lekkoatleta, średniodystansowiec
  - Grzegorz Turnau, polski wokalista, pianista, kompozytor, poeta
  - Elizabeth Wurtzel, amerykańska adwokatka, dziennikarka, pisarka (zm. 2020)
- 1968:
  - Jerzy Gorbas, polski malarz, rzeźbiarz, rysownik
  - Knut Holmann, norweski kajakarz
- 1969:
  - Olivier Allamand, francuski narciarz dowolny
  - Scott Cleverdon, szkocki aktor
  - Antonio Conte, włoski piłkarz, trener
  - Loren Dean, amerykański aktor
  - Mariusz Linke, polski zawodnik brazylijskiego jiu-jitsu i MMA, trener (zm. 2022)
  - Stephen Noteboom, holenderski tenisista
  - Jur Vrieling, holenderski jeździec sportowy
  - Cezary Winkler, polski piłkarz ręczny, bramkarz
- 1970:
  - Ben Chaplin, brytyjski aktor
  - Kabwe Kasongo, kongijski piłkarz
  - Andrzej Kobylański, polski piłkarz
  - Arkadiusz Litwiński, polski samorządowiec, polityk, poseł na Sejm RP
  - Ragnar Tørnquist, norweski projektant i producent gier komputerowych
- 1971:
  - Christina Cox, kanadyjska aktorka
  - Elivélton, brazylijski piłkarz
  - John Lowery, amerykański gitarzysta, członek zespołu Marilyn Manson
  - Craig MacLean, brytyjski kolarz torowy
  - Bruno Prada, brazylijski żeglarz sportowy
  - Jorgos Sigalas, grecki koszykarz, trener
- 1972:
  - Armen Bagdasarov, uzbecki judoka pochodzenia ormiańskiego
  - Renata Dąbkowska, polska piosenkarka
  - Karolina Gajewska, polska polityk, poseł na Sejm RP
- 1973:
  - Jacob Aagaard, duński szachista
  - Richart Báez, paragwajski piłkarz
  - Abd al-Aziz Chathran, saudyjski piłkarz
  - Eben Dugbatey, ghański piłkarz
  - Alicia Esteve Head, hiszpańska oszustka
  - Klemen Pisk, słoweński poeta, prozaik, tłumacz, muzyk
  - Wail al-Shehri, saudyjski terrorysta (zm. 2001)
  - Ołeh Wynnyk, ukraiński piosenkarz, autor piosenek
- 1974:
  - Luran Ahmeti, macedoński aktor pochodzenia albańskiego (zm. 2021)
  - Asti (Bakallbashi), albański duchowny prawosławny, biskup pomocniczy Tirany
  - Emilia Fox, brytyjska aktorka
  - Tomasz Jaskóła, polski nauczyciel, polityk, poseł na Sejm RP
  - Andrzej Maj, polski samorządowiec, starosta powiatu kraśnickiego, wicewojewoda lubelski
  - Adam Putnam, amerykański polityk
  - Yukio Tsuchiya, japoński piłkarz
  - Andy Yates, angielski zawodowy sędzia snookerowy
- 1975:
  - Siergiej Gusiew, rosyjski hokeista
  - Anicet Hojdys, polski bokser
  - Kiara Kabukuru, amerykańska modelka pochodzenia ugandyjskiego
  - Stéphanie Kerbarh, francuska polityk
  - Lura, portugalska piosenkarka, kompozytorka
  - Annie Parisse, amerykańska aktorka
  - Elena Uhlig, niemiecka aktorka
  - Egidijus Varnas, litewski piłkarz
- 1976:
  - Yamba Asha, angolski piłkarz
  - Diego De Ascentis, włoski piłkarz
  - Louise Jöhncke, szwedzka pływaczka
  - Salvatore Lanna, włoski piłkarz
  - Maksim Ramaszczanka, białoruski piłkarz pochodzenia ukraińskiego
  - Paulo Wanchope, kostarykański piłkarz
- 1977:
  - Jan Budař, czeski aktor, scenarzysta, reżyser, muzyk
  - Jennifer Kessy, amerykańska siatkarka plażowa
  - Renato Pasini, włoski biegacz narciarski
- 1978:
  - Will Champion, brytyjski perkusista, członek zespołu Coldplay
  - José González, szwedzki piosenkarz, gitarzysta i kompozytor argentyńskiego pochodzenia
  - Jacek Nagłowski, polski reżyser, scenarzysta i producent filmowy
  - Michał Śledziński, polski rysownik i scenarzysta komiksowy
  - Tui T. Sutherland, wenezuelska autorka książek dla dzieci
  - Justin Wilson, brytyjski kierowca wyścigowy (zm. 2015)
- 1979:
  - André Forker, niemiecki saneczkarz
  - André Luís Garcia, brazylijski piłkarz
  - Andrzej Goworski, polski pisarz
  - Mieczysław Kieca, polski samorządowiec, prezydent Wodzisławia Śląskiego
  - Per Krøldrup, duński piłkarz
  - Carlos Marchena, hiszpański piłkarz
  - B.J. Novak, amerykański aktor komediowy pochodzenia żydowskiego
  - Nicolien Sauerbreij, holenderska snowboardzistka
  - Sven Schulze, niemiecki polityk
- 1980:
  - Maciej Dmytruszyński, polski piłkarz ręczny
  - Mateusz Gessler, polski kucharz, restaurator
  - Mikko Hirvonen, fiński kierowca rajdowy
  - Muhammad Husajn, bahrajński piłkarz
  - Mils Muliaina, nowozelandzki rugbysta pochodzenia samoańskiego
- 1981:
  - Titus Bramble, angielski piłkarz
  - Clemente Rodríguez, argentyński piłkarz
  - M. Shadows, amerykański wokalista, członek zespołu Avenged Sevenfold
- 1982:
  - Mira Craig, norwesko-amerykańska wokalistka, kompozytorka
  - Michael Jung, niemiecki jeździec sportowy
  - Anabel Medina Garrigues, hiszpańska tenisistka
  - Michel Miklík, słowacki hokeista
- 1983:
  - Mylène Chollet, francuska judoczka
  - Małgorzata Flejszar, polska lekkoatletka, sprinterka
  - Guo Wei, chiński łyżwiarz szybki, specjalista short tracku
  - Michał Koniuch, polski przedsiębiorca, polityk, wicewojewoda kujawsko-pomorski
  - François Marque, francuski piłkarz
  - William N’Gounou, nigerski piłkarz
- 1984:
  - Manu Delago, austriacki perkusista, pianista, kompozytor
  - Taras Duraj, ukraiński piłkarz
  - El Texano Jr., meksykański luchador
  - Uriah Hall, jamajsko-amerykański zawodnik MMA, kick-bokser.
  - Anna Huculak, polska lekkoatletka, tyczkarka
  - Anna Janocha, polska aktorka
  - Megumi Kurihara, japońska siatkarka
  - Martin Nemec, słowacki siatkarz
  - Yuniesky Quezada Pérez, kubański szachista
  - Tacciana Szarakowa, białoruska kolarka szosowa i torowa
  - Darian Townes, amerykański koszykarz
- 1985:
  - Shannon Curfman, amerykańska gitarzystka, wokalistka, autorka tekstów, kompozytorka
  - Marcos Danilo Padilha, brazylijski piłkarz (zm. 2016)
  - Ewa Janewa, bułgarska siatkarka
  - Brimin Kipruto, kenijski lekkoatleta, długodystansowiec
  - Luka Pejović, czarnogórski piłkarz
  - Alissa White-Gluz, kanadyjska wokalistka, autorka tekstów
- 1986:
  - Paola Espinosa, meksykańska skoczkini do wody
  - Aleksandra Kluś, polska narciarka alpejska
  - Jewgienij Małkin, rosyjski hokeista
  - Aneta Piotrowska, polska tancerka, fotomodelka
  - Tomasz Rzymkowski, polski prawnik, polityk, poseł na Sejm RP, wiceminister
  - Swietłana Slepcowa, rosyjska biathlonistka
- 1987:
  - Amrita Acharia, brytyjska aktorka
  - Michael Bradley, amerykański piłkarz
  - Brittany Byrnes, australijska aktorka
  - Aleksa Popović, czarnogórski koszykarz
  - Witalij Szczedow, ukraiński kolarz torowy
- 1988:
  - Charles Carver, amerykański aktor
  - Erik Čikoš, słowacki piłkarz
  - Ahmed Jahouh, marokański piłkarz
  - Wiaczesław Sołoduchin, rosyjski hokeista, trener
  - Piotr Szczepański, polski kajakarz górski
  - João Gabriel Vasconcellos, brazylijski aktor, model
  - Daniel Wells, walijski snookerzysta
  - Zhou Lüxin, chiński skoczek do wody
- 1989:
  - Wiktoryja Azaranka, białoruska tenisistka
  - Alina Fiodorowa, ukraińska lekkoatletka, wieloboistka
  - Ludżajn al-Hazlul, saudyjska obrończyni praw kobiet
  - Alexis Knapp, amerykańska aktorka, modelka
  - Dániel Ligeti, węgierski zapaśnik
  - Christoffer Sundgren, szwedzki curler
  - Jessica Williams, amerykańska aktorka
  - Marshall Williams, kanadyjski aktor, model, wokalista
- 1990:
  - Besart Abdurahimi, macedoński piłkarz pochodzenia albańskiego
  - Diego Fabbrini, włoski piłkarz
  - Olga Galczenko. rosyjska żonglerka
  - Sarah Petrausch, niemiecka siatkarka
- 1991:
  - Haitam Aleesami, norweski piłkarz pochodzenia marokańskiego
  - Filipa Azevedo, portugalska piosenkarka
  - Réka Luca Jani, węgierska tenisistka
  - Kévin Malcuit, francuski piłkarz
  - Yanick Moreira, angolski koszykarz
- 1992:
  - Maurice Deville, luksemburski piłkarz
  - José Fernández, kubański baseballista (zm. 2016)
  - Kristers Gudļevskis, łotewski hokeista
  - Ryan Johansen, kanadyjski hokeista
  - Enora Latuillière, francuska biathlonistka
- 1993:
  - Wilfredo León, kubański i polski siatkarz
  - Linda Morais, kanadyjska zapaśniczka
  - Liam O’Neil, angielski piłkarz
  - Matic Videčnik, słoweński siatkarz
- 1994:
  - Florent Hadergjonaj, szwajcarski piłkarz pochodzenia kosowskiego
  - Marcin Janusz, polski siatkarz
  - Sean Klaiber, surinamski piłkarz
  - Liang Xinping, chińska pływaczka synchroniczna
  - Luciano Matsoso, lesotyjski piłkarz
  - Filip Mihaljević, chorwacki lekkoatleta, kulomiot i dyskobol
  - Mini Majk, polski influencer, youtuber, freak fighter.
  - Serge N’Guessan, iworyjski piłkarz
  - Léonie Périault, francuska triathlonistka
  - Trésor Toropité, środkowoafrykański piłkarz
- 1995:
  - Victoria Carl, niemiecka biegaczka narciarska
  - Lil Uzi Vert, amerykański raper, autor tekstów
  - Daniele Negroni, niemiecki piosenkarz pochodzenia włoskiego
- 1996:
  - Mikkel B. Andersen, duński zużlowiec
  - Blake Michael, amerykański aktor, reżyser
- 1997:
  - Thomas Bryant, amerykański koszykarz
  - Marcin Ernastowicz, polski siatkarz
  - Caio Henrique, brazylijski piłkarz
  - Jordyn Poulter, amerykańska siatkarka
- 1998:
  - Hamidou Diallo, amerykański koszykarz pochodzenia gwinejskiego
  - Rico Rodriguez, amerykański aktor pochodzenia meksykańskiego
- 1999 – Jaylen Ray Fryberg, amerykański masowy morderca (zm. 2014)
- 2000:
  - Meryem Bekmez, turecka lekkoatletka, chodziarka
  - Kim Sae-ron, południowokoreańska aktorka (zm. 2025)
- 2001:
  - Solomon Manashvili, gruziński zapaśnik
  - Alex Walsh, amerykańska pływaczka
- 2002 – John Tolkin, amerykański piłkarz
- 2003:
  - Patrik Mercado, ekwadorski piłkarz
  - Calvin Ramsay, szkocki piłkarz
  - Kota Takahashi, japoński zapaśnik
- 2005 – Mike Penders, belgijski piłkarz, bramkarz

## Zmarli
- 448 – German z Auxerre, biskup, święty (ur. ok. 378)
- 450 – Piotr Chryzolog, biskup Rawenny, doktor Kościoła, święty (ur. ok. 380)
- 1275 – Hermann z Altaich, niemiecki zakonnik, historyk (ur. 1200/01)
- 1326 – Warcisław IV, książę wołogoski, słupsko-sławieński i rugijski (ur. 1291)
- 1367 – Giovanni Colombini, włoski zakonnik, błogosławiony (ur. 1304)
- 1418 – Anna Światosławowna, wielka księżna litewska (ur. ?)
- 1481 – Francesco Filelfo, włoski pisarz, humanista (ur. 1398)
- 1508 – Naod, cesarz Etiopii (ur. ?)
- 1533 – Jakub z Ercieszowa, polski prawnik, profesor i rektor Akademii Krakowskiej (ur. ?)
- 1550 – Francesco Sfondrati, włoski kardynał (ur. 1493)
- 1556 – Ignacy Loyola, hiszpański duchowny katolicki, założyciel i generał zakonu jezuitów, święty (ur. 1491)
- 1624 – Henryk II Dobry, książę Lotaryngii i Baru (ur. 1563)
- 1664 – Goswin Nickel, niemiecki jezuita (ur. 1582)
- 1667 – Odoardo Vecchiarelli, włoski duchowny katolicki, biskup Rieti, kardynał (ur. 1613)
- 1693 – Willem Kalf, niderlandzki malarz (ur. 1619)
- 1713 – Fryderyk Wilhelm, książę Meklemburgii i Meklemburgii-Schwerin (ur. 1675)
- 1726 – Nicolaus II Bernoulli, szwajcarski matematyk (ur. 1695)
- 1727 – Giovanni Patrizi, włoski kardynał, nuncjusz apostolski (ur. 1658)
- 1729 – Nicola Francesco Haym, włoski muzyk, kompozytor, librecista, numizmatyk (ur. 1678)
- 1731 – Cecilia Rosa De Jesús Talangpaz, filipińska zakonnica, Służebnica Boża (ur. 1693)
- 1750 – Jan V Wielkoduszny, król Portugalii (ur. 1689)
- 1783 – James Price, brytyjski chemik i alchemik, członek Royal Society (ur. 1757)
- 1784 – Denis Diderot, francuski pisarz, filozof (ur. 1713)
- 1802 – Stanisław Dąmbski, polski szlachcic, polityki (ur. 1724)
- 1816 – Josef Fiala, czeski muzyk, kompozytor (ur. 1748)
- 1818 – Thomas Anson, brytyjski arystokrata, polityk (ur. 1767)
- 1824 – Wojciech Turski, polski publicysta, tłumacz, poeta, pamiętnikarz (ur. 1756)
- 1847:
  - Józef Kapuściński, polski działacz niepodległościowy, uczestnik powstania krakowskiego (ur. 1818)
  - Teofil Wiśniowski, polski działacz niepodległościowy, uczestnik powstania listopadowego i krakowskiego (ur. 1805)
- 1849 – Sándor Petőfi, węgierski poeta, uczestnik powstania węgierskiego (ur. 1823)
- 1852 – Simon-Jude Honnorat, francuski przyrodnik, leksykograf (ur. 1783)
- 1854 – Samuel Wilson, amerykański masarz (ur. 1766)
- 1859:
  - Piotr Đoàn Công Quý, wietnamski duchowny katolicki, męczennik, święty (ur. ok. 1826)
  - Gilbert Elliot-Murray-Kynynmound, brytyjski arystokrata, dyplomata, polityk (ur. 1782)
  - Emanuel Lê Văn Phụng, wietnamski męczennik, święty katolicki (ur. ok. 1796)
- 1860 – Justyn de Jacobis, włoski duchowny katolicki, lazarysta, misjonarz, biskup ordynariusz i wikariusz apostolski Abisynii, święty (ur. 1800)
- 1864 – Louis Hachette, francuski wydawca, magnat medialny (ur. 1800)
- 1867:
  - Alfonsa Maria Eppinger, francuska zakonnica, błogosławiona (ur. 1814)
  - Benoît Fourneyron, francuski inżynier, konstruktor, przemysłowiec, wynalazca (ur. 1802)
- 1875 – Andrew Johnson, amerykański polityk, wiceprezydent i prezydent USA (ur. 1808)
- 1878 – Alessandro Franchi, włoski kardynał (ur. 1819)
- 1884 – Kiến Phúc, cesarz Wietnamu (ur. 1869)
- 1886 – Ferenc Liszt, węgierski kompozytor, pianista (ur. 1811)
- 1891 – Léon Germain Pelouse, francuski malarz (ur. 1838)
- 1895:
  - Richard Morris Hunt, amerykański architekt (ur. 1827)
  - Thomas Francis Wade, brytyjski sinolog, dyplomata (ur. 1818)
- 1901:
  - Robert Bosse, niemiecki polityk (ur. 1832)
  - Mercedes Guerra, argentyńska zakonnica, Służebnica Boża (ur. 1807)
- 1904 – Fiodor Keller, rosyjski generał lejtnant piechoty (ur. 1850)
- 1907 – Józefa Rylska, polska właścicielka ziemska (ur. ?)
- 1910 – Bertilda Samper Acosta, kolumbijska klaryska, poetka (ur. 1856)
- 1912 – Allan Octavian Hume, brytyjski ornitolog, urzędnik korpusu cywilnego, reformator polityczny (ur. 1829)
- 1914:
  - Jean Jaurès, francuski polityk i działacz socjalistyczny (ur. 1859)
  - Giovanni Battista Lugari, włoski kardynał, urzędnik Kurii Rzymskiej (ur. 1846)
- 1916 – Fergus Suter, szkocki piłkarz (ur. 1857)
- 1917 – Arthur Wilson, brytyjski rugbysta (ur. 1886)
- 1918:
  - George McElroy, irlandzki pilot wojskowy, as myśliwski (ur. 1893)
  - Wanda Ossoria-Dobiecka, polska śpiewaczka (ur. prawd. 1864)
- 1921 – Charles B. Cory, amerykański ornitolog, golfista (ur. 1857)
- 1924 – Giovanni Battista de Toni, włoski botanik, mykolog, wykładowca akademicki (ur. 1864)
- 1925:
  - Karol Fiałkowski, polski porucznik pilot (ur. 1897)
  - Władysław Rabski, polski krytyk literacki i teatralny, publicysta, prozaik, dramaturg (ur. 1865)
- 1926 – Jokūbas Šernas, litewski adwokat, bankier, dziennikarz, nauczyciel (ur. 1888)
- 1927:
  - Jefim Babuszkin, radziecki dyplomata, polityk (ur. 1880)
  - Marian Straszak, polski architekt, budowniczy (ur. 1863)
- 1930 – Emanuel Machek, polski okulista (ur. 1852)
- 1931 – Mykoła Hankewycz, ukraiński związkowiec, polityk (ur. 1869)
- 1932 – Kang Pan Sŏk, koreańska działaczka komunistyczna i niepodległościowa (ur. 1892)
- 1935:
  - Mieczysław Basiewicz, major piechoty Wojska Polskiego (ur. 1894)
  - Tryggvi Þórhallsson, islandzki polityk, premier Islandii (ur. 1889)
- 1936:
  - Daniela od św. Barnaby, hiszpańska zakonnica, męczennica, błogosławiona (ur. 1890)
  - Gabriela od św. Jana od Krzyża, hiszpańska męczennica, błogosławiona (ur. 1880)
  - Maria Refugia od św. Anioła, hiszpańska zakonnica męczennica, błogosławiona (ur. 1878)
  - Sperancja od Krzyża, hiszpańska zakonnica, męczennica, błogosławiona (ur. 1875)
  - Dionizy Wincenty Ramos, hiszpański franciszkanin, męczennik, błogosławiony (ur. 1871)
  - Franciszek Remón Játiva, hiszpański franciszkanin, męczennik, błogosławiony (ur. 1890)
- 1939:
  - Frank Hall, amerykański strzelec sportowy (ur. 1865)
  - Hedwiga Rosenbaumová, czeska tenisistka pochodzenia żydowskiego (ur. 1864)
- 1940:
  - C. Pope Caldwell, amerykański polityk (ur. 1875)
  - Elfriede Lohse-Wächtler, niemiecka malarka (ur. 1899)
  - Harry Wahl, fiński żeglarz sportowy (ur. 1869)
- 1942:
  - John Dallas, szkocki rugbysta, sędzia sportowy, prawnik (ur. 1878)
  - Maria Anna, infantka portugalska, wielka księżna i regentka Luksemburga (ur. 1861)
  - Michał Oziębłowski, polski duchowny katolicki, męczennik, błogosławiony (ur. 1900)
  - Adam Pakulski, polski przedsiębiorca, działacz gospodarczy (ur. 1884)
  - Franciszek Potoczny, polski działacz ludowy, uczestnik konspiracji antyhitlerowskiej (ur. 1911)
  - Francis Edward Younghusband, brytyjski oficer, dyplomata, odkrywca, spirytysta (ur. 1863)
- 1943:
  - Lida Gustava Heymann, niemiecka feministka, pacyfistka (ur. 1863)
  - Jan Kornaus, polski pułkownik dyplomowany piechoty, filozof (ur. 1890)
  - Zdzisław Lubomirski, polski prawnik, polityk, prezydent Warszawy, członek Rady Regencyjnej (ur. 1865)
- 1944:
  - Antoine de Saint-Exupéry, francuski prozaik, poeta, pilot (ur. 1900)
  - Franciszek Stryjas, polski katecheta, męczennik, błogosławiony (ur. 1882)
  - Michaił Żukow, radziecki polityk (ur. 1892)
- 1945:
  - Hans Bartels, niemiecki komandor podporucznik (ur. 1910)
  - Karol Michejda, polski duchowny i teolog protestancki, historyk, wykładowca akademicki (ur. 1880)
  - Edward Wheeler Scripture, amerykański psycholog, psychoanalityk, wykładowca akademicki (ur. 1864)
- 1946 – James P. Maher, amerykański polityk (ur. 1865)
- 1947 – Jerzy Zakulski, polski prawnik, działacz podziemia antyhitlerowskiego i antykomunistycznego (ur. 1911)
- 1948:
  - George Adee, amerykański tenisista, działacz sportowy (ur. 1874)
  - Adam Majewski, polski chirurg, działacz społeczny i polityczny (ur. 1867)
- 1950 – Hans Effenberger-Śliwiński, polski literat, kompozytor, śpiewak, tłumacz (ur. 1884)
- 1951 – Angelo Maria Navarro, honduraski duchowny katolicki, biskup Santa Rosa de Copán (ur. 1870)
- 1952:
  - Waldemar Bonsels, niemiecki pisarz (ur. 1881)
  - John Chancellor, brytyjski podpułkownik, polityk, administrator kolonialny (ur. 1870)
  - Clara Viebig, niemiecka pisarka, dziennikarka (ur. 1860)
- 1953:
  - Kornel Makuszyński, polski prozaik, poeta, felietonista, krytyk teatralny (ur. 1884)
  - Robert A. Taft, amerykański polityk (ur. 1889)
- 1954:
  - Antonina Luksemburska, księżniczka Luksemburga, ostatnia księżna koronna Bawarii (ur. 1899)
  - Onofre Marimón, argentyński kierowca wyścigowy (ur. 1923)
- 1955 – Zdenka Schelingová, słowacka zakonnica, błogosławiona (ur. 1916)
- 1957:
  - Karol Bader, polski prawnik, dyplomata (ur. 1887)
  - Solanus Casey, amerykański kapucyn, błogosławiony (ur. 1870)
  - Cheng Maoyun, chiński kompozytor, pedagog (ur. 1900)
  - Juan Perinetti, argentyński piłkarz (ur. 1891)
- 1959:
  - Germaine Richier, francuska rzeźbiarka (ur. 1902)
  - Czesław Żak, polski muzyk, kompozytor (ur. 1895)
- 1960 – Janusz Jaroń, polski aktor (ur. 1907)
- 1962 – Julij Kaganowicz, radziecki polityk pochodzenia żydowskiego (ur. 1892)
- 1963 – Leopoldo Eijo y Garay, hiszpański duchowny katolicki, biskup Madrytu, patriarcha Indii Zachodnich (ur. 1878)
- 1964 – Jim Reeves, amerykański piosenkarz (ur. 1923)
- 1965 – André Godard, francuski archeolog, historyk, architekt (ur. 1881)
- 1966:
  - Andrej Bagar, słowacki aktor (ur. 1900)
  - Alexander von Falkenhausen, niemiecki generał (ur. 1878)
  - Bud Powell, amerykański pianista jazzowy (ur. 1924)
- 1967:
  - Ferdynand Machay – polski ksiądz katolicki, infułat, działacz niepodległościowy na Orawie, senator II RP (ur. 1889)
  - Vlastimil Kopecký, czechosłowacki piłkarz (ur. 1912)
- 1968 – Carlos María De la Torre, ekwadorski duchowny katolicki, arcybiskup Quito, kardynał (ur. 1873)
- 1969:
  - Charles Edison, amerykański przedsiębiorca, polityk (ur. 1890)
  - Ludwik Gościński, polski samorządowiec, polityk, prezydent Przemyśla, poseł do KRN (ur. 1890)
- 1970:
  - Nicolas Minorsky, amerykański inżynier pochodzenia rosyjskiego (ur. 1885)
  - André Mourlon, francuski lekkoatleta, sprinter (ur. 1903)
- 1971:
  - Michaił Biezuch, radziecki generał major lotnictwa (ur. 1914)
  - Marcel Nadjari, grecki elektryk, handlarz, więzień KL Auschwitz pochodzenia żydowskiego (ur. 1917)
- 1972:
  - Michaił Artamonow, rosyjski archeolog, historyk, wykładowca akademicki (ur. 1898)
  - Alfons Gorbach, austriacki polityk, kanclerz Austrii (ur. 1898)
  - Ivan Möller, szwedzki lekkoatleta, sprinter i płotkarz (ur. 1884)
  - Paul-Henri Spaak, belgijski polityk, premier Belgii, przewodniczący Parlamentu Europejskiego, sekretarz generalny NATO (ur. 1899)
- 1973 – Fernand Nisot, belgijski piłkarz (ur. 1895)
- 1974:
  - Ragnar Wicksell, szwedzki hokeista, piłkarz (ur. 1892)
  - Witold Zegalski, polski pisarz science fiction (ur. 1928)
- 1978 – Günther Rennert, niemiecki reżyser operowy (ur. 1911)
- 1979:
  - Muhammad al-Id Al Chalifa, algierski poeta (ur. 1904)
  - José Della Torre, argentyński piłkarz, trener (ur. 1906)
- 1980 – Pascual Jordan, niemiecki fizyk teoretyczny i matematyczny, wykładowca akademicki, polityk (ur. 1902)
- 1981:
  - Ioachim Moldoveanu, rumuński piłkarz, trener (ur. 1913)
  - Ladislau Raffinsky, rumuński piłkarz, trener (ur. 1905)
  - Omar Torrijos Herrera, panamski generał, polityk, wojskowy przywódca kraju (ur. 1929)
- 1982 – Henk van Spaandonck, holenderski piłkarz (ur. 1913)
- 1983 – Leszek Kozłowski, polski generał (ur. 1929)
- 1984 – Lech Kaczmarek, polski duchowny katolicki, biskup gdański (ur. 1909)
- 1986:
  - Justyn, rumuński duchowny prawosławny, patriarcha Rumunii (ur. 1910)
  - Chiune Sugihara, japoński dyplomata (ur. 1900)
  - Teddy Wilson, amerykański pianista jazzowy (ur. 1912)
- 1988 – Jerzy Pytlakowski, polski pisarz, dziennikarz radiowy (ur. 1916)
- 1990:
  - Janusz Rołt, polski perkusista (ur. 1957)
  - Fernando Sancho, hiszpański aktor (ur. 1916)
- 1992 – Leonard Cheshire, brytyjski pilot wojskowy, działacz charytatywny (ur. 1917)
- 1993:
  - Gabdrachman Kadyrow, radziecki żużlowiec pochodzenia tatarskiego (ur. 1941)
  - Baldwin I Koburg, król Belgów, (ur. 1930)
- 1994:
  - Karola Bloch, polsko-niemiecka architekt, socjalistka, feministka pochodzenia żydowskiego (ur. 1905)
  - Aleksandr Kolesow, radziecki pułkownik (ur. 1922)
- 1995:
  - Iwan Junak, radziecki polityk (ur. 1918)
  - Nikołaj Kuzniecow, rosyjski konstruktor silników lotniczych i rakietowych (ur. 1911)
- 1997 – Eugenia Greinert, polsko-kanadyjska malarka (ur. 1914)
- 1998 – Erling Evensen, norweski biegacz narciarski (ur. 1914)
- 2000:
  - István Gulyás, węgierski tenisista (ur. 1931)
  - Hendrik Christoffel van de Hulst, holenderski astronom (ur. 1918)
  - Lars Jansson, fiński pisarz, rysownik (ur. 1926)
  - Stanisław Ratusiński, polski szybownik, pilot sportowy, instruktor, doktor nauk wychowania fizycznego, wykładowca akademicki (ur. 1935)
- 2001:
  - Poul Anderson, amerykański pisarz (ur. 1926)
  - Francisco da Costa Gomes, portugalski generał, polityk, prezydent Portugalii (ur. 1914)
  - Fryderyk Franciszek, ostatni następca tronu i ostatni męski potomek dynastii panującej w Wielkim Księstwie Meklemburgii-Schwerin (ur. 1910)
- 2002:
  - Krzysztof Pajewski, polski generał brygady (ur. 1942)
  - Stanisław Skorodecki, polski duchowny katolicki (ur. 1919)
- 2003:
  - John Aston, angielski piłkarz (ur. 1921)
  - Bigode, brazylijski piłkarz (ur. 1922)
  - Vittorio Caissotti di Chiusano, włoski prawnik, działacz piłkarski (ur. 1928)
  - Frederick Coffin, amerykański aktor (ur. 1943)
  - Guido Crepax, włoski autor komiksów (ur. 1933)
  - Torbjørn Ruste, norweski skoczek narciarski (ur. 1929)
- 2004:
  - Laura Betti, włoska aktorka (ur. 1927)
  - Virginia Grey, amerykańska aktorka (ur. 1917)
  - Włodzimierz Lejczak, polski inżynier, górnik, polityk, minister górnictwa (ur. 1924)
  - Absamat Masalijew, kirgiski i radziecki polityk (ur. 1933)
- 2005:
  - Wim Duisenberg, holenderski ekonomista, polityk, prezes Europejskiego Banku Centralnego (ur. 1935)
  - Bogdan Tyszkiewicz, polski sędzia hokejowy, działacz sportowy, samorządowiec (ur. 1954)
- 2006 – Antonín Kasper, czeski żużlowiec (ur. 1962)
- 2007:
  - Michał Milczarek, polski aktor i reżyser teatru lalkowego (ur. 1943)
  - Franciszek Wesołowski, polski kompozytor, organista, pedagog (ur. 1914)
- 2008:
  - Stanisław Gosławski, polski rzeźbiarz (ur. 1918)
  - Gerard Górnicki, polski pisarz, publicysta (ur. 1920)
- 2009:
  - Marek Dietrich, polski inżynier mechanik (ur. 1934)
  - Bobby Robson, angielski piłkarz, trener (ur. 1933)
  - Krystyna Wacławska, polska pedagog, działaczka społeczna (ur. 1939)
- 2010:
  - James Atkinson, amerykański bobsleista (ur. 1929)
  - Olle Boström, szwedzki łucznik (ur. 1926)
  - Suso Cecchi D’Amico, włoska scenarzystka filmowa (ur. 1914)
  - Pedro Dellacha, argentyński piłkarz, trener (ur. 1926)
  - Mitch Miller, amerykański muzyk, śpiewak, dyrygent, producent muzyczny (ur. 1911)
- 2011:
  - Eliseo Alberto, kubański poeta, prozaik, scenarzysta filmowy (ur. 1951)
  - Jerzy Szotmiller, polski duchowny polskokatolicki, biskup krakowsko-częstochowski (ur. 1933)
- 2012:
  - Zuzana Hofmannová, czeska wspinaczka (ur. 1959)
  - Rudolf Kreitlein, niemiecki sędzia piłkarski (ur. 1919)
  - Alfredo Ramos de Oliveira, brazylijski piłkarz (ur. 1924)
  - Stefan Siczek, polski duchowny katolicki, biskup pomocniczy radomski (ur. 1937)
  - Gore Vidal, amerykański prozaik, dramaturg, scenarzysta, polityk (ur. 1925)
  - Lidia Wołowiec, polska polityk, poseł na Sejm PRL (ur. 1933)
- 2013:
  - Michael Ansara, amerykański aktor pochodzenia syryjskiego (ur. 1922)
  - Wojciech Juszczak, polski dziennikarz, działacz kulturalny (ur. 1965)
- 2014:
  - Warren Bennis, amerykański psycholog (ur. 1925)
  - Franciszek Gąsienica Groń, polski kombinator norweski, skoczek narciarski (ur. 1931)
  - Kazimiera Mamakowa, polska paleobotanik (ur. 1930)
- 2015:
  - Henryk Buszko, polski architekt, urbanista (ur. 1924)
  - Roddy Piper, kanadyjski wrestler, trener, menedżer, aktor (ur. 1954)
  - Richard S. Schweiker, amerykański polityk (ur. 1926)
- 2016:
  - Fazil Iskander, abchaski pisarz tworzący w języku rosyjskim (ur. 1929)
  - Stanisław Kochanowski, polski samorządowiec, polityk, senator RP (ur. 1951)
  - Józef Okuniewski, polski ekonomista, dyplomata, polityk, minister rolnictwa (ur. 1920)
  - Seymour Papert, południowoafrykański matematyk, informatyk (ur. 1928)
  - Bolesław Rostowski, polski specjalista budowy maszyn rolniczych (ur. 1921)
- 2017:
  - Jérôme Golmard, francuski tenisista (ur. 1973)
  - Jeanne Moreau, francuska aktorka (ur. 1928)
  - Edward Potkowski, polski historyk (ur. 1934)
- 2018:
  - Rafael Amador, meksykański piłkarz (ur. 1959)
  - Igor Miecik, polski dziennikarz, reportażysta (ur. 1971)
- 2019:
  - María Auxiliadora Delgado, urugwajska pierwsza dama (ur. 1937)
  - Mieczysław Franaszek, polski aktor, podróżnik, fotograf (ur. 1944)
  - Tadeusz Komendant, polski pisarz, krytyk literacki, tłumacz (ur. 1952)
  - Harold Prince, amerykański reżyser teatralny (ur. 1928)
  - Jean-Luc Thérier, francuski kierowca wyścigowy i rajdowy (ur. 1945)
- 2020:
  - Mike Gale, amerykański koszykarz (ur. 1950)
  - Alan Parker, brytyjski reżyser, scenarzysta i producent filmowy, pisarz (ur. 1944)
  - Stephen Tataw, kameruński piłkarz (ur. 1963)
- 2021:
  - Angela Bailey, kanadyjska lekkoatletka, sprinterka (ur. 1962)
  - Terry Cooper, angielski piłkarz, trener (ur. 1944)
  - Jerzy Matuszkiewicz, polski muzyk jazzowy, saksofonista, kompozytor, twórca muzyki filmowej (ur. 1928)
- 2022:
  - Wadim Bakatin, rosyjski polityk, minister spraw wewnętrznych, szef Komitetu Bezpieczeństwa Państwowego (KGB) (ur. 1937)
  - Hubert Coppenrath, polinezyjski duchowny katolicki, arcybiskup Papeete (ur. 1930)
  - Anthony Janiec, francuski kierowca wyścigowy (ur. 1984)
  - Stanisław Kowalski, polski inżynier, działacz społeczny (ur. 1933)
  - Hubertus Leteng, indonezyjski duchowny katolicki, biskup Ruteng (ur. 1959)
  - Fidel Ramos, filipiński wojskowy, polityk, minister obrony, prezydent Filipin (ur. 1928)
  - Bill Russell, amerykański koszykarz, trener (ur. 1934)
  - Marta Stachniałek, polska poetka (ur. 1985)
  - John Steiner, brytyjski aktor (ur. 1941)
  - Ajman az-Zawahiri, egipski chirurg, terrorysta, szef Al-Ka’idy (ur. 1951)
- 2023:
  - Angus Cloud, amerykański aktor (ur. 1998)
  - Surət Hüseynov, azerski wojskowy, polityk, premier Azerbejdżanu (ur. 1959)
  - Jan Przewoźnik, polski psycholog, szachista (ur. 1957)
- 2024:
  - Krum Georgiew, bułgarski szachista (ur. 1958)
  - Isma’il Hanijja, palestyński polityk, premier Palestyny, lider Hamasu (ur. 1963)
  - Marian Styrczula-Maśniak, polski stolarz, muzyk, rzeźbiarz, lutnik, skrzypek, instruktor i założyciel zespołów góralskich (ur. 1935)
- 2025:
  - Adriana Asti, włoska aktorka (ur. 1931)
  - Krzysztof Barański, polski poeta (ur. 1948)
  - Edward Czajko, polski duchowny zielonoświątkowy, teolog, publicysta, zwierzchnik Zjednoczonego Kościoła Ewangelicznego (ur. 1934)
  - Halina Jędrzejewska, polska ortopeda, działaczka kombatancka, sanitariuszka AK, uczestniczka powstania warszawskiego (ur. 1926)
  - Robert Wilson, amerykański reżyser teatralny, dramaturg (ur. 1941)
  - Marlena Zagoni, rumuńska wioślarka (ur. 1951)